# Eisschnelllauf-Weltcup 2019/20
Der ISU-Eisschnelllauf-Weltcup 2019/20 (offiziell: ISU World Cup Speed Skating 2019/20) war eine von der  ISU organisierte Wettkampfserie für  Eisschnellläufer und wurde für Frauen und Männer an verschiedenen Stationen in mehreren Ländern ausgetragen. Der Weltcup begann am 15. November 2019 in Minsk und endete am 8. März 2020 in Heerenveen.
Erstmals überhaupt fanden keine Weltcupläufe in Deutschland statt.

## Weltcupkalender
| Datum             | Ort                 | Veranstaltung                       |
| ----------------- | ------------------- | ----------------------------------- |
| 15.11.–17.11.2019 | Minsk               | Weltcup                             |
| 22.11.–24.11.2019 | Tomaszów Mazowiecki | Weltcup                             |
| 06.12.–08.12.2019 | Nur-Sultan          | Weltcup                             |
| 13.12.–15.12.2019 | Nagano              | Weltcup                             |
| 10.01.–12.01.2020 | Heerenveen          | Einzelstreckeneuropameisterschaften |
| 31.01.–02.02.2020 | Milwaukee           | Vier-Kontinente-Meisterschaften     |
| 07.02.–08.02.2020 | Calgary             | Weltcup                             |
| 13.02.–16.02.2020 | Salt Lake City      | Einzelstreckenweltmeisterschaften   |
| 28.02.–01.03.2020 | Hamar               | Mehrkampfweltmeisterschaft          |
| 28.02.–01.03.2020 | Hamar               | Sprintweltmeisterschaft             |
| 07.03.–08.03.2020 | Heerenveen          | Weltcup                             |

## Damen

### Weltcup-Übersicht
| Datum                                                                             | Austragungsort      | Disziplin      | Erster Platz                                                      | Zweiter Platz                                                | Dritter Platz                                                    |
| --------------------------------------------------------------------------------- | ------------------- | -------------- | ----------------------------------------------------------------- | ------------------------------------------------------------ | ---------------------------------------------------------------- |
| 15. November 2019                                                                 | Minsk               | Teamsprint     | NiederlandeJohanna Letitia de Jong Michelle de Jong Jutta Leerdam | RusslandOlga Fatkulina Angelina Golikowa Irina Kusnezowa     | JapanMaki Tsuji Arisa Gō Konami Soga                             |
| 15. November 2019                                                                 | Minsk               | 3000 m         | Isabelle Weidemann                                                | Carlijn Achtereekte                                          | Ivanie Blondin                                                   |
| 16. November 2019                                                                 | Minsk               | 500 m          | Olga Fatkulina                                                    | Darja Katschanowa                                            | Nao Kodaira                                                      |
| 16. November 2019                                                                 | Minsk               | 1500 m         | Ireen Wüst                                                        | Jekaterina Schichowa                                         | Brittany Bowe                                                    |
| 17. November 2019                                                                 | Minsk               | 1000 m         | Brittany Bowe                                                     | Jorien ter Mors                                              | Jekaterina Schichowa                                             |
| 17. November 2019                                                                 | Minsk               | Massenstart    | Ivanie Blondin                                                    | Irene Schouten                                               | Francesca Lollobrigida                                           |
| 22. November 2019                                                                 | Tomaszów Mazowiecki | Teamsprint     | RusslandOlga Fatkulina Angelina Golikowa Darja Katschanowa        | NiederlandeSanneke de Neeling Michelle de Jong Jutta Leerdam | JapanMaki Tsuji Arisa Gō Konami Soga                             |
| 22. November 2019                                                                 | Tomaszów Mazowiecki | 3000 m         | Martina Sáblíková                                                 | Carlijn Achtereekte                                          | Natalja Woronina                                                 |
| 23. November 2019                                                                 | Tomaszów Mazowiecki | 500 m          | Nao Kodaira                                                       | Olga Fatkulina                                               | Darja Katschanowa                                                |
| 23. November 2019                                                                 | Tomaszów Mazowiecki | Teamverfolgung | RusslandJewgenija Lalenkowa Natalja Woronina Jelisaweta Kaselina  | NiederlandeIreen Wüst Antoinette de Jong Melissa Wijfje      | KanadaIvanie Blondin Isabelle Weidemann Valérie Maltais          |
| 24. November 2019                                                                 | Tomaszów Mazowiecki | 1500 m         | Ireen Wüst                                                        | Miho Takagi                                                  | Jewgenija Lalenkowa                                              |
| 24. November 2019                                                                 | Tomaszów Mazowiecki | Massenstart    | Irene Schouten                                                    | Ivanie Blondin                                               | Nana Takagi                                                      |
| 6. Dezember 2019                                                                  | Nur-Sultan          | 1000 m         | Brittany Bowe                                                     | Darja Katschanowa                                            | Olga Fatkulina                                                   |
| 6. Dezember 2019                                                                  | Nur-Sultan          | 5000 m         | Ivanie Blondin                                                    | Martina Sáblíková                                            | Isabelle Weidemann                                               |
| 6. Dezember 2019                                                                  | Nur-Sultan          | Teamsprint     | NiederlandeJohanna Letitia de Jong Michelle de Jong Jutta Leerdam | RusslandAngelina Golikowa Darja Katschanowa Irina Kuznetsova | PolenKaja Ziomek Andżelika Wójcik Karolina Bosiek                |
| 7. Dezember 2019                                                                  | Nur-Sultan          | 500 m          | Angelina Golikowa                                                 | Darja Katschanowa                                            | Nao Kodaira                                                      |
| 8. Dezember 2019                                                                  | Nur-Sultan          | 1500 m         | Ivanie Blondin                                                    | Ireen Wüst                                                   | Brittany Bowe                                                    |
| 8. Dezember 2019                                                                  | Nur-Sultan          | Teamverfolgung | KanadaIvanie Blondin Isabelle Weidemann Valérie Maltais           | NiederlandeIreen Wüst Antoinette de Jong Melissa Wijfje      | RusslandJewgenija Lalenkowa Natalja Woronina Jelisaweta Kaselina |
| 13. Dezember 2019                                                                 | Nagano              | 500 m          | Nao Kodaira                                                       | Angelina Golikowa                                            | Vanessa Herzog                                                   |
| 13. Dezember 2019                                                                 | Nagano              | Massenstart    | Ivanie Blondin                                                    | Nana Takagi                                                  | Mia Kilburg                                                      |
| 13. Dezember 2019                                                                 | Nagano              | Teamsprint     | NiederlandeSanneke de Neeling Michelle de Jong Dione Voskamp      | RusslandOlga Fatkulina Angelina Golikowa Darja Katschanowa   | JapanMaki Tsuji Arisa Gō Konami Soga                             |
| 14. Dezember 2019                                                                 | Nagano              | 1000 m         | Brittany Bowe                                                     | Miho Takagi                                                  | Sanneke de Neeling                                               |
| 14. Dezember 2019                                                                 | Nagano              | 3000 m         | Ivanie Blondin                                                    | Martina Sáblíková                                            | Isabelle Weidemann                                               |
| 15. Dezember 2019                                                                 | Nagano              | 500 m          | Angelina Golikowa                                                 | Vanessa Herzog                                               | Nao Kodaira                                                      |
| 15. Dezember 2019                                                                 | Nagano              | Teamverfolgung | JapanNana Takagi Miho Takagi Ayano Satō                           | KanadaIvanie Blondin Isabelle Weidemann Valérie Maltais      | RusslandJewgenija Lalenkowa Natalja Woronina Jelisaweta Kaselina |
| 10. bis 12. Januar 2020 Mehrkampfeuropameisterschaft 2020 in Heerenveen           |                     |                |                                                                   |                                                              |                                                                  |
| 31. Januar bis 2. Februar 2020 Vier-Kontinente-Meisterschaften 2020 in Milwaukee  |                     |                |                                                                   |                                                              |                                                                  |
| 7. Februar 2020                                                                   | Calgary             | 1000 m         | Nao Kodaira                                                       | Olga Fatkulina                                               | Jekaterina Schichowa                                             |
| 7. Februar 2020                                                                   | Calgary             | 3000 m         | Martina Sáblíková                                                 | Antoinette de Jong                                           | Natalja Woronina                                                 |
| 8. Februar 2020                                                                   | Calgary             | 500 m          | Nao Kodaira                                                       | Angelina Golikowa                                            | Vanessa Herzog                                                   |
| 8. Februar 2020                                                                   | Calgary             | 1500 m         | Miho Takagi                                                       | Ivanie Blondin                                               | Ireen Wüst                                                       |
| 13. bis 16. Februar 2020 Einzelstreckenweltmeisterschaften 2020 in Salt Lake City |                     |                |                                                                   |                                                              |                                                                  |
| 28. Februar bis 1. März 2020 Sprint- und Mehrkampfweltmeisterschaft 2020 in Hamar |                     |                |                                                                   |                                                              |                                                                  |
| 7. März 2020                                                                      | Heerenveen          | 500 m          | Vanessa Herzog                                                    | Olga Fatkulina                                               | Nao Kodaira                                                      |
| 7. März 2020                                                                      | Heerenveen          | 3000 m         | Isabelle Weidemann                                                | Antoinette de Jong                                           | Natalja Woronina                                                 |
| 7. März 2020                                                                      | Heerenveen          | 1000 m         | Jutta Leerdam                                                     | Brittany Bowe                                                | Miho Takagi                                                      |
| 8. März 2020                                                                      | Heerenveen          | 1500 m         | Ireen Wüst                                                        | Miho Takagi                                                  | Melissa Wijfje                                                   |
| 8. März 2020                                                                      | Heerenveen          | 500 m          | Angelina Golikowa                                                 | Nao Kodaira                                                  | Vanessa Herzog                                                   |
| 8. März 2020                                                                      | Heerenveen          | Massenstart    | Melissa Wijfje                                                    | Maryna Sujewa                                                | Irene Schouten                                                   |

### Weltcupstände
Endstand

#### 500 Meter
| Rang | Name              | Land               | Punkte |
| ---- | ----------------- | ------------------ | ------ |
| 1    | Nao Kodaira       | Japan              | 528    |
| 2    | Angelina Golikowa | Russland           | 504    |
| 3    | Olga Fatkulina    | Russland           | 474    |
| 4    | Vanessa Herzog    | Österreich         | 436    |
| 5    | Darja Katschanowa | Russland           | 432    |
| 6    | Brittany Bowe     | Vereinigte Staaten | 356    |
| 7    | Arisa Gō          | Japan              | 342    |
| 8    | Kaylin Irvine     | Kanada             | 322    |
| 9    | Maki Tsuji        | Japan              | 313    |
| 10   | Kim Min-sun       | Südkorea           | 299    |

#### 1000 Meter
| Rang | Name                    | Land               | Punkte |
| ---- | ----------------------- | ------------------ | ------ |
| 1    | Brittany Bowe           | Vereinigte Staaten | 326    |
| 2    | Nao Kodaira             | Japan              | 256    |
| 3    | Olga Fatkulina          | Russland           | 123    |
| 4    | Jutta Leerdam           | Niederlande        | 233    |
| 5    | Darja Katschanowa       | Russland           | 231    |
| 6    | Miho Takagi             | Japan              | 225    |
| 7    | Jekaterina Schichowa    | Russland           | 203    |
| 8    | Johanna Letitia de Jong | Niederlande        | 196    |
| 9    | Angelina Golikowa       | Russland           | 194    |
| 10   | Natalia Czerwonka       | Polen              | 172    |

#### 1500 Meter
| Rang | Name                 | Land               | Punkte |
| ---- | -------------------- | ------------------ | ------ |
| 1    | Ireen Wüst           | Niederlande        | 342    |
| 2    | Miho Takagi          | Japan              | 260    |
| 3    | Jewgenija Lalenkowa  | Russland           | 260    |
| 4    | Melissa Wijfje       | Niederlande        | 243    |
| 5    | Antoinette de Jong   | Niederlande        | 222    |
| 6    | Jelisaweta Kaselina  | Russland           | 220    |
| 7    | Jekaterina Schichowa | Russland           | 210    |
| 8    | Ivanie Blondin       | Kanada             | 207    |
| 9    | Brittany Bowe        | Vereinigte Staaten | 202    |
| 10   | Natalia Czerwonka    | Polen              | 173    |

#### 3000/5000 Meter
| Rang | Name                | Land        | Punkte |
| ---- | ------------------- | ----------- | ------ |
| 1    | Martina Sáblíková   | Tschechien  | 357    |
| 2    | Isabelle Weidemann  | Kanada      | 353    |
| 3    | Ivanie Blondin      | Kanada      | 314    |
| 4    | Natalja Woronina    | Russland    | 311    |
| 5    | Antoinette de Jong  | Niederlande | 274    |
| 6    | Jewgenija Lalenkowa | Russland    | 245    |
| 7    | Maryna Sujewa       | Belarus     | 237    |
| 8    | Carlijn Achtereekte | Niederlande | 228    |
| 9    | Reina Anema         | Niederlande | 222    |
| 10   | Esmee Visser        | Niederlande | 221    |

#### Massenstart
| Rang | Name                   | Land                | Punkte |
| ---- | ---------------------- | ------------------- | ------ |
| 1    | Ivanie Blondin         | Kanada              | 548    |
| 2    | Irene Schouten         | Niederlande         | 492    |
| 3    | Nana Takagi            | Japan               | 442    |
| 4    | Kim Bo-reum            | Südkorea            | 399    |
| 5    | Melissa Wijfje         | Niederlande         | 396    |
| 6    | Mia Kilburg            | Vereinigte Staaten  | 363    |
| 7    | Claudia Pechstein      | Deutschland         | 354    |
| 8    | Ayano Satō             | Japan               | 339    |
| 9    | Zhou Yang              | Volksrepublik China | 332    |
| 10   | Francesca Lollobrigida | Italien             | 302    |

#### Teamverfolgung
| Rang | Land                | Punkte |
| ---- | ------------------- | ------ |
| 1    | Kanada              | 324    |
| 2    | Russland            | 312    |
| 3    | Niederlande         | 302    |
| 4    | Japan               | 256    |
| 5    | Vereinigte Staaten  | 238    |
| 6    | Volksrepublik China | 234    |
| 7    | Polen               | 232    |
| 8    | Belarus             | 152    |
| 9    | Belgien             | 68     |
| 10   | Südkorea            | 64     |

#### Teamsprint
| Rang | Land                | Punkte |
| ---- | ------------------- | ------ |
| 1    | Niederlande         | 468    |
| 2    | Russland            | 444    |
| 3    | Volksrepublik China | 338    |
| 4    | Südkorea            | 296    |
| 5    | Japan               | 288    |
| 6    | Belarus             | 236    |
| 7    | Polen               | 182    |
| 8    | Kanada              | 80     |
| 9    | Vereinigte Staaten  | 76     |

## Herren

### Weltcup-Übersicht
| Datum                                                                             | Austragungsort      | Disziplin      | Erster Platz                                                 | Zweiter Platz                                                       | Dritter Platz                                                    |
| --------------------------------------------------------------------------------- | ------------------- | -------------- | ------------------------------------------------------------ | ------------------------------------------------------------------- | ---------------------------------------------------------------- |
| 15. November 2019                                                                 | Minsk               | Teamsprint     | NiederlandeRonald Mulder Kjeld Nuis Kai Verbij               | Volksrepublik ChinaWang Shiwei Ning Zhongyan Lian Ziwen             | KanadaGilmore Junio Laurent Dubreuil David Larue                 |
| 15. November 2019                                                                 | Minsk               | 5000 m         | Patrick Roest                                                | Jorrit Bergsma                                                      | Denis Juskow                                                     |
| 16. November 2019                                                                 | Minsk               | 1000 m         | Thomas Krol                                                  | Ning Zhongyan                                                       | Kjeld Nuis                                                       |
| 16. November 2019                                                                 | Minsk               | Massenstart    | Jorrit Bergsma                                               | Chung Jae-won                                                       | Um Cheon-ho                                                      |
| 17. November 2019                                                                 | Minsk               | 500 m          | Kim Jun-ho                                                   | Gao Tingyu                                                          | Dai Dai Ntab                                                     |
| 17. November 2019                                                                 | Minsk               | 1500 m         | Kjeld Nuis                                                   | Denis Juskow                                                        | Thomas Krol                                                      |
| 22. November 2019                                                                 | Tomaszów Mazowiecki | Teamsprint     | NiederlandeThomas Krol Ronald Mulder Kjeld Nuis              | Volksrepublik ChinaWang Shiwei Ning Zhongyan Lian Ziwen             | KanadaLaurent Dubreuil Alex Boisvert-Lacroix David Larue         |
| 22. November 2019                                                                 | Tomaszów Mazowiecki | 5000 m         | Patrick Roest                                                | Danila Semerikow                                                    | Denis Juskow                                                     |
| 23. November 2019                                                                 | Tomaszów Mazowiecki | 1500 m         | Thomas Krol                                                  | Kjeld Nuis                                                          | Denis Juskow                                                     |
| 23. November 2019                                                                 | Tomaszów Mazowiecki | Massenstart    | Joey Mantia                                                  | Jorrit Bergsma                                                      | Arjan Stroetinga                                                 |
| 24. November 2019                                                                 | Tomaszów Mazowiecki | 500 m          | Tatsuya Shinhama                                             | Yuma Murakami                                                       | Laurent Dubreuil                                                 |
| 24. November 2019                                                                 | Tomaszów Mazowiecki | Teamverfolgung | NiederlandeDouwe de Vries Marcel Bosker Patrick Roest        | JapanSeitaro Ichinohe Shane Williamson Riku Tsuchiya                | RusslandAlexander Rumjanzew Danila Semerikow Ruslan Sacharow     |
| 6. Dezember 2019                                                                  | Nur-Sultan          | 500 m          | Wiktor Muschtakow                                            | Ruslan Muraschow                                                    | Alex Boisvert-Lacroix                                            |
| 6. Dezember 2019                                                                  | Nur-Sultan          | Teamsprint     | NiederlandeThomas Krol Ronald Mulder Kai Verbij              | NorwegenHåvard Holmefjord Lorentzen Bjørn Magnussen Odin By Farstad | SchweizChristian Oberbichler Oliver Grob Livio Wenger            |
| 7. Dezember 2019                                                                  | Nur-Sultan          | 1000 m         | Thomas Krol                                                  | Kjeld Nuis                                                          | Kai Verbij                                                       |
| 7. Dezember 2019                                                                  | Nur-Sultan          | 10.000 m       | Patrick Roest                                                | Danila Semerikow                                                    | Graeme Fish                                                      |
| 8. Dezember 2019                                                                  | Nur-Sultan          | 1500 m         | Ning Zhongyan                                                | Patrick Roest                                                       | Kjeld Nuis                                                       |
| 8. Dezember 2019                                                                  | Nur-Sultan          | Teamverfolgung | ItalienAndrea Giovannini Michele Malfatti Nicola Tumolero    | KanadaTed-Jan Bloemen Jordan Belchos Graeme Fish                    | RusslandDanila Semerikow Daniil Aldoshkin Ruslan Sacharow        |
| 13. Dezember 2019                                                                 | Nagano              | 500 m          | Yuma Murakami                                                | Tatsuya Shinhama                                                    | Pawel Kulischnikow                                               |
| 13. Dezember 2019                                                                 | Nagano              | Massenstart    | Jordan Belchos                                               | Joey Mantia                                                         | Bart Swings                                                      |
| 13. Dezember 2019                                                                 | Nagano              | Teamsprint     | RusslandPawel Kulischnikow Ruslan Muraschow Artem Arefjew    | JapanYuma Murakami Tatsuya Shinhama Masaya Yamada                   | KanadaAntoine Gélinas-Beaulieu Alex Boisvert-Lacroix David Larue |
| 14. Dezember 2019                                                                 | Nagano              | 500 m          | Wiktor Muschtakow                                            | Pawel Kulischnikow                                                  | Yuma Murakami                                                    |
| 14. Dezember 2019                                                                 | Nagano              | Teamverfolgung | RusslandAlexander Rumjanzew Danila Semerikow Ruslan Sacharow | JapanSeitaro Ichinohe Shane Williamson Riku Tsuchiya                | KanadaTed-Jan Bloemen Jordan Belchos Tyson Langelaar             |
| 15. Dezember 2019                                                                 | Nagano              | 1000 m         | Pawel Kulischnikow                                           | Kai Verbij                                                          | Hein Otterspeer                                                  |
| 15. Dezember 2019                                                                 | Nagano              | 5000 m         | Danila Semerikow                                             | Peter Michael                                                       | Alexander Rumjanzew                                              |
| 10. bis 12. Januar 2020 Mehrkampfeuropameisterschaft 2020 in Heerenveen           |                     |                |                                                              |                                                                     |                                                                  |
| 31. Januar bis 2. Februar 2020 Vier-Kontinente-Meisterschaften 2020 in Milwaukee  |                     |                |                                                              |                                                                     |                                                                  |
| 7. Februar 2020                                                                   | Calgary             | 500 m          | Ruslan Muraschow                                             | Pawel Kulischnikow                                                  | Wiktor Muschtakow                                                |
| 7. Februar 2020                                                                   | Calgary             | 1500 m         | Denis Juskow                                                 | Ning Zhongyan                                                       | Joey Mantia                                                      |
| 8. Februar 2020                                                                   | Calgary             | 1000 m         | Pawel Kulischnikow                                           | Thomas Krol                                                         | Kjeld Nuis                                                       |
| 8. Februar 2020                                                                   | Calgary             | 5000 m         | Patrick Roest                                                | Ted-Jan Bloemen                                                     | Graeme Fish                                                      |
| 13. bis 16. Februar 2020 Einzelstreckenweltmeisterschaften 2020 in Salt Lake City |                     |                |                                                              |                                                                     |                                                                  |
| 28. Februar bis 1. März 2020 Sprint- und Mehrkampfweltmeisterschaft 2020 in Hamar |                     |                |                                                              |                                                                     |                                                                  |
| 7. März 2020                                                                      | Heerenveen          | 500 m          | Tatsuya Shinhama                                             | Laurent Dubreuil                                                    | Kim Jun-ho                                                       |
| 7. März 2020                                                                      | Heerenveen          | 5000 m         | Patrick Roest                                                | Graeme Fish                                                         | Ted-Jan Bloemen                                                  |
| 7. März 2020                                                                      | Heerenveen          | 1000 m         | Thomas Krol                                                  | Laurent Dubreuil                                                    | Kai Verbij                                                       |
| 8. März 2020                                                                      | Heerenveen          | 1500 m         | Kjeld Nuis                                                   | Thomas Krol                                                         | Patrick Roest                                                    |
| 8. März 2020                                                                      | Heerenveen          | 500 m          | Tatsuya Shinhama                                             | Laurent Dubreuil                                                    | Yamato Matsui                                                    |
| 8. März 2020                                                                      | Heerenveen          | Massenstart    | Chung Jae-won                                                | Bart Swings                                                         | Joey Mantia                                                      |

### Weltcupstände
Endstand

#### 500 Meter
| Rang | Name                  | Land                | Punkte |
| ---- | --------------------- | ------------------- | ------ |
| 1    | Tatsuya Shinhama      | Japan               | 483    |
| 2    | Wiktor Muschtakow     | Russland            | 433    |
| 3    | Laurent Dubreuil      | Kanada              | 420    |
| 4    | Kim Jun-ho            | Südkorea            | 404    |
| 5    | Yuma Murakami         | Japan               | 400    |
| 6    | Ruslan Muraschow      | Russland            | 388    |
| 7    | Dai Dai Ntab          | Niederlande         | 351    |
| 8    | Yamato Matsui         | Japan               | 344    |
| 9    | Gao Tingyu            | Volksrepublik China | 344    |
| 10   | Alex Boisvert-Lacroix | Kanada              | 301    |

#### 1000 Meter
| Rang | Name                        | Land                | Punkte |
| ---- | --------------------------- | ------------------- | ------ |
| 1    | Thomas Krol                 | Niederlande         | 294    |
| 2    | Kai Verbij                  | Niederlande         | 272    |
| 3    | Laurent Dubreuil            | Kanada              | 251    |
| 4    | Kjeld Nuis                  | Niederlande         | 230    |
| 5    | Ning Zhongyan               | Volksrepublik China | 216    |
| 6    | Håvard Holmefjord Lorentzen | Norwegen            | 211    |
| 7    | Mathias Vosté               | Belgien             | 210    |
| 8    | Wiktor Muschtakow           | Russland            | 207    |
| 9    | Joel Dufter                 | Deutschland         | 189    |
| 10   | Nico Ihle                   | Deutschland         | 189    |

#### 1500 Meter
| Rang | Name                     | Land                | Punkte |
| ---- | ------------------------ | ------------------- | ------ |
| 1    | Kjeld Nuis               | Niederlande         | 282    |
| 2    | Ning Zhongyan            | Volksrepublik China | 266    |
| 3    | Thomas Krol              | Niederlande         | 259    |
| 4    | Patrick Roest            | Niederlande         | 228    |
| 5    | Denis Juskow             | Russland            | 224    |
| 6    | Tyson Langelaar          | Kanada              | 214    |
| 7    | Marcel Bosker            | Niederlande         | 213    |
| 8    | Kim Min-seok             | Südkorea            | 209    |
| 9    | Takuro Oda               | Japan               | 198    |
| 10   | Antoine Gélinas-Beaulieu | Kanada              | 193    |

#### 5000/10.000 Meter
| Rang | Name                | Land        | Punkte |
| ---- | ------------------- | ----------- | ------ |
| 1    | Patrick Roest       | Niederlande | 360    |
| 2    | Danila Semerikow    | Russland    | 323    |
| 3    | Graeme Fish         | Kanada      | 306    |
| 4    | Ted-Jan Bloemen     | Kanada      | 292    |
| 5    | Alexander Rumjanzew | Russland    | 263    |
| 6    | Jorrit Bergsma      | Niederlande | 250    |
| 7    | Davide Ghiotto      | Italien     | 246    |
| 8    | Patrick Beckert     | Deutschland | 227    |
| 9    | Jordan Belchos      | Kanada      | 225    |
| 10   | Bart Swings         | Belgien     | 216    |

#### Massenstart
| Rang | Name              | Land               | Punkte |
| ---- | ----------------- | ------------------ | ------ |
| 1    | Bart Swings       | Belgien            | 570    |
| 2    | Joey Mantia       | Vereinigte Staaten | 569    |
| 3    | Chung Jae-won     | Südkorea           | 462    |
| 4    | Um Cheon-ho       | Südkorea           | 430    |
| 5    | Danila Semerikow  | Russland           | 429    |
| 6    | Jordan Belchos    | Kanada             | 390    |
| 7    | Jorrit Bergsma    | Niederlande        | 388    |
| 8    | Livio Wenger      | Schweiz            | 388    |
| 9    | Andrea Giovannini | Italien            | 364    |
| 10   | Ruslan Sacharow   | Russland           | 353    |

#### Teamverfolgung
| Rang | Land                | Punkte |
| ---- | ------------------- | ------ |
| 1    | Russland            | 312    |
| 2    | Japan               | 302    |
| 3    | Kanada              | 290    |
| 4    | Italien             | 286    |
| 5    | Niederlande         | 268    |
| 6    | Norwegen            | 232    |
| 7    | Neuseeland          | 217    |
| 8    | Volksrepublik China | 200    |
| 9    | Vereinigte Staaten  | 199    |
| 10   | Kasachstan          | 198    |

#### Teamsprint
| Rang | Land                | Punkte |
| ---- | ------------------- | ------ |
| 1    | Niederlande         | 440    |
| 2    | Schweiz             | 316    |
| 3    | Kasachstan          | 290    |
| 4    | Kanada              | 288    |
| 5    | Volksrepublik China | 284    |
| 6    | Norwegen            | 280    |
| 7    | Polen               | 276    |
| 8    | Belarus             | 258    |
| 9    | Japan               | 248    |
| 10   | Südkorea            | 246    |